# Vladimir Loknar
Vladimir Loknar (Beravci, 18. srpnja 1928.) dr. medicine, hrvatski medicinski terminolog i leksikograf

## Životopis
Vladimir Loknar rođen je u Beravcima, u Zagrebu je diplomirao medicinu. Još prije završetka studija zainteresirao se za hrvatski medicinski jezik i medicinsko nazivlje. Zato se poslije diplomiranja nije zaposlio kao liječnik, ali ipak ne napušta struku, zapošljava se u medicinskoj izdavačkoj djelatnosti. Radi kao lektor i korektor medicinskih tekstova, veći dio radnoga vijeka radio je kao urednik medicinskih knjiga, pretežno udžbenika, u Medicinskoj nakladi u Zagrebu.
Istodobno piše članke o medicinskim nazivima i nazivlju i objavljuje ih u časopisima Jezik i Liječnički vjesnik. Te članke oblikuje u jednu cjelinu i 1988. izdaje ih u obliku knjige pod naslovom "Teme iz medicinskog nazivlja". Ta je knjiga ubrzo rasprodana, priznata je i kao općejezični savjetnik. Zatim mu 1994. izlazi knjiga "Latinske medicinske izreke", a 1995. i knjiga "Rekli su o hrvatskom jeziku". Kao završnica višegodišnjeg rada na medicinskom nazivlju 2003. godine izlazi mu "Rječnik latinskoga i hrvatskoga medicinskoga nazivlja".

## Djela
- Teme iz medicinskog nazivlja, Jumena, Zagreb, 1988.
- Latinske medicinske izreke, Medicinska naklada, Zagreb, 1-1994. ISBN 953-176-013-6, 2-2007. ISBN 978-953-176-324-0
- Rekli su o hrvatskom jeziku, Medicinska naklada, Zagreb, 1995., ISBN 953-176-039-X
- Rječnik latinskoga i hrvatskoga medicinskoga nazivlja, Medicinska naklada, Zagreb, 2003., ISBN 953-176-229-5

## Vanjske poveznice
- Vladimir Loknar, Medicinska naklada  Arhivirana inačica izvorne stranice od 9. ožujka 2016. (Wayback Machine)